# 6859 Datemasamune
6859 Datemasamune eller 1991 CZ är en asteroid i huvudbältet som upptäcktes den 13 februari 1991 av den japanska astronomen Masahiro Koishikawa vid Ayashi-observatoriet i Japan. Den är uppkallad efter japanen Date Masamune.
Asteroiden har en diameter på ungefär 4 kilometer och den tillhör asteroidgruppen Hungaria.